# إلياني جارديني
إلياني جارديني (بالبرتغالية: Eliane Giardini) هي ممثلة برازيلية. ولدت في 20 اكتوبر، 1952 سنة في السوروكابا.

## أفلام
- استنساخ (مسلسل 2001)
- شارع الحب (مسلسل 2012)

## روابط خارجية
- الياني جيارديني على موقع IMDb (الإنجليزية)
- الياني جيارديني على موقع ألو سيني (الفرنسية)
- الياني جيارديني على موقع أول موفي (الإنجليزية)
- الياني جيارديني على موقع قاعدة بيانات الفيلم (الإنجليزية)
- الياني جيارديني على موقع كينوبويسك (الروسية)